# Seznam zápasů irácké fotbalové reprezentace na MS
Irácká fotbalová reprezentace byla celkem 1x na mistrovstvích světa ve fotbale a to v roce 1986.
- Aktualizace po MS 1986 - Počet utkání - 3 - Vítězství - 0x - Remízy - 0x - Prohry - 3x

| Číslo | Soupeř   | Výsledek | MS      | Fáze turnaje       | Góly Iráku  |
| ----- | -------- | -------- | ------- | ------------------ | ----------- |
| 1.    | Paraguay | 0 – 1    | MS 1986 | základní skupina B | Ne          |
| 2.    | Belgie   | 1 – 2    | MS 1986 | základní skupina B | Ahmad Radhi |
| 3.    | Mexiko   | 0 – 1    | MS 1986 | základní skupina B | Ne          |